# Расстояние редактирования графа
Расстояние редактирования графа — это коэффициент сходства (или несходства) между двумя графами.
Концепцию расстояния редактирования графа впервые сформулировали математически Альберто Санфелиу и Кинг-Сан Фу в 1983.
Главное приложение расстояния редактирования графа — в неточном сопоставлении графов, таких как устойчивое распознавание образов в машинном обучении.
Расстояние редактирования графа между двумя графами связано с расстоянием редактирования между строками.
При интерпретации сток как связных направленных ациклических графов с максимальной степенью два, классические определения расстояния редактирования, такие как расстояние Левенштейна, расстояние Хэмминга и расстояние Джаро — Винклера, могут интерпретироваться как расстояния редактирования графов между подходящими графами. Подобным образом, расстояние редактирования графа является обобщением расстояния редактирования дерева между деревьями с корнями.

## Формальные определения и свойства
Математическое определение расстояния редактирования графа зависит от определения графов, для которых расстояние определяется. Например, оно зависит от того, размечены ли и как размечены вершины и рёбра графа, а также от того, является ли граф ориентированным.
В общем случае, если дан набор операций редактирования графа (известных также как элементарные операции над графами), расстояние редактирования графа между двумя графами {\displaystyle g_{1}} и {\displaystyle g_{2}}, записываемое как {\displaystyle GED(g_{1},g_{2})}, можно определить как 
{\displaystyle GED(g_{1},g_{2})=\min _{(e_{1},...,e_{k})\in {\mathcal {P}}(g_{1},g_{2})}\sum _{i=1}^{k}c(e_{i})},
где {\displaystyle {\mathcal {P}}(g_{1},g_{2})} означает набор путей преобразования {\displaystyle g_{1}} в (изоморфный графу) {\displaystyle g_{2}}, а {\displaystyle c(e)\geqslant 0} равна стоимости каждой операции редактирования {\displaystyle e}.
Набор элементарных операций над графом обычно включает:
вставку вершины — в граф вставляется одна новая помеченная вершина.
удаление вершины — из графа удаляется одна (зачастую не связанная с другими) вершина.
подстановка вершины — изменение метки (или цвета) данной вершины.
вставка ребра — в граф вставляется новое цветное ребро между парой вершин.
удаление ребра — удаление одного ребра между парой вершин.
подстановка ребра — изменение метки (или цвета) данного ребра.
Кроме этого, но более редко, включаются такие операции, как разбиение ребра, при котором вставляется новая вершина в ребро (что приводит к образованию двух рёбер), и стягивание ребра, которое удаляет вершину степени два между рёбрами (одного цвета) с объединением двух рёбер в одно. Хотя такие сложные операции можно определить в терминах более простых преобразований, их использование позволяет лучше параметризовать функцию цены {\displaystyle c}, когда оператор дешевле, чем сумма его составляющих.

## Приложения
Расстояние редактирования графа находит применение в распознавании рукописного ввода, распознавании отпечатков пальцев и хемоинформатике.

## Алгоритмы и сложность
Точные алгоритмы вычисления расстояния редактирования графа между парой графов обычно преобразуют проблему в задачу поиска минимального пути преобразований между двумя графами. Вычисление оптимального пути редактирования сводится к поиску пути или задаче о кратчайшем пути, часто реализуемой как алгоритм поиска A*.
Кроме точных алгоритмов, известно много эффективных аппроксимационных алгоритмов.
Несмотря на то, что вышеупомянутые алгоритмы работают на практике иногда хорошо, в общем случае задача вычисления расстояния редактирования графа является NP-полной (доказательство этого доступно в разделе 2 на сайте Zeng et al.) и даже трудна для аппроксимации (формально, она APX-трудна).